# 单孔目
单孔目（學名：Monotremata）是哺乳纲的一目，僅分布於大洋洲的澳大利亚和新幾內亞，因排泄管道和生殖管道末端的開口合為一泄殖孔而得名。牠們以独特的卵生加哺乳的方式繁育後代，為现生哺乳动物中最原始的类群，演化曆史可追溯至白垩纪早期，有“活化石”之稱。
現存两科，即针鼹科與鸭嘴兽科。针鼹科包含两属四種针鼹，鸭嘴兽科僅鸭嘴兽一属一種。

## 主要特徵
單孔目動物與其他哺乳动物一樣都是恒温动物。早期的研究指出單孔目動物在控制體溫上並未完全發展，但最近的研究卻指牠們在不同的環境下仍能維持體溫。這是由於單孔目動物會維持一個較其他哺乳动物低的體溫（約32℃），而一般作為研究對象的短吻针鼹只會在活躍時才維持正常的體溫。因此，動物學家根據這一特徵而推斷出單孔動物的演化史。牠們應是從其他三叠纪哺乳動物中分化而出，為現存哺乳動物中最原始的類群。
單孔目動物的最大特徵，正如其名所指，是牠們沒有分開的尿道、肛门及產道，而是由統一的泄殖腔代替。與此相似的結構可在爬行动物中找到。
單孔目動物與爬行动物及鳥類一樣，是單靠產卵來繁殖下一代的動物。牠們會把蛋保存在母獸的育兒袋內，由母獸給予养分並孵化，但孵出的幼崽與其他哺乳動物一樣，由母乳養育而大。由於沒有明顯的乳頭，幼崽會自行尋找母獸的乳腺吸吮乳汁。一般單孔目動物都較長壽，所以生殖率相應較低，而餵養幼崽的時間則較長。
單孔目體表被毛，成體沒有牙齒，從化石類群到現存的鸭嘴兽都是有著「磨楔式」的喙。與其他哺乳動物不同的是，牠們的下颌由單塊齒骨構成，而將聲音傳至內耳的細小骨頭則在下颌之上。中耳骨由三組骨頭組成，耳孔在下颌底部，無外耳。在牠們的肩胛骨中，有着其他哺乳動物所沒有的間鎖骨。四肢的運動方式像爬行动物一般在身體兩側，而非在身體下方。後足跟部有刺，稱為毒距，雄性鴨嘴獸會從刺的根部分泌毒素用以自衛，而在针鼹中這根刺已失去效用。

## 下級分類
現存單孔動物都生活在澳大利亚和新幾內亞等地區。在新南威爾斯，曾發現約1.1億年前的單孔類下颌骨化石碎片，為已知最古老的單孔類化石，屬於一種名為硬齒鴨嘴獸（Steropodon galmani）的史前單孔動物。1991年，在阿根廷南部發現了一塊約6000萬年的鸭嘴兽牙齒化石。

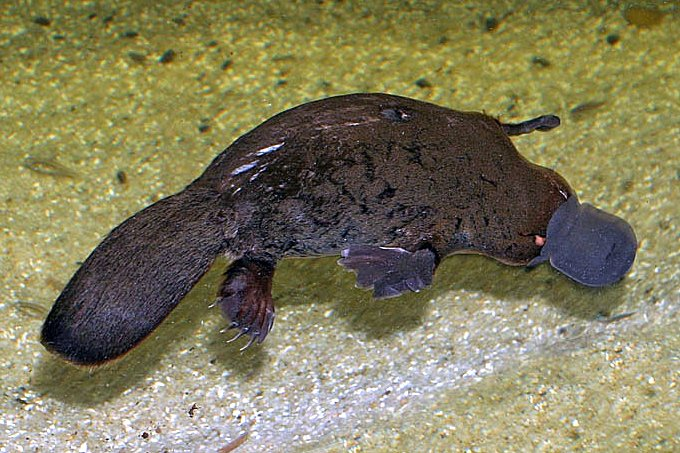
鸭嘴兽

### 現生類群
- 鸭嘴兽科 Ornithorhynchidae
  - 鸭嘴兽属 Ornithorhynchus
    - 鸭嘴兽 O. anatinus
- 针鼹科 Tachyglossidae
  - 針鼴屬 Tachyglossus
    - 短吻针鼹 T. aculeatus

  - 原针鼹属 Zaglossus
    - 長吻針鼴 Z. bruijnii
    - 艾登堡長吻針鼴 Z. attenboroughi
    - 大長吻針鼴 Z. bartoni

### 化石類群
- †寒地掘地兽属 Kryoryctes
  - †寒地掘地兽 K. cadburyi
- †面包卷齿兽科 Kollikodontidae
  - †面包卷齿兽属 Kollikodon
    - †里奇面包卷齿兽 K. ritchiei：約9600萬至1.8億年前
- †硬齒鴨嘴獸科 Steropodontidae
  - †硬齒鴨嘴獸屬 Steropodon
    - †硬齒鴨嘴獸 S. galmani

  - †泰诺脊齿兽属 Teinolophos
    - †泰诺脊齿兽 T. trusleri：約1.23億年前，係最古老的單孔目化石
- 鸭嘴兽科 Ornithorhynchidae
  - †頑齒鸭嘴獸屬 Obdurodon
    - †O. dicksoni
    - †O. insignis
    - †O. sudamericanum：約6100萬年前；原歸類為單孔獸屬（Monotrematum），現劃入頑齒鸭嘴獸屬
- †Opalionidae
  - †Opalios
    - †Opalios splendens[3]
- 针鼹科 Tachyglossidae
  - 原针鼹属 Zaglossus
    - †Z. hacketti
    - †Z. robustus

  - †巨针鼹屬 Megalibgwilia
    - †M. robusta
    - †M. ramsayi